# Рівальдо Кутзе
Рівальдо Кутзе (афр. Rivaldo Coetzee, нар. 16 жовтня 1996) — південноафриканський футболіст, захисник клубу «Аякс» (Кейптаун) та національної збірної ПАР.

## Клубна кар'єра
Вихованець клубу «Какамас Сандаунз». У дорослому футболі дебютував 2013 року виступами за команду клубу «Аякс» (Кейптаун), кольори якої захищає й донині.

## Виступи за збірні
11 жовтня 2014 року дебютував в офіційних іграх у складі національної збірної ПАР в матчі кваліфікації Кубка африканських націй 2015 року проти збірної Конго. Вийшовши на поле у віці 17 років і 361 днів Кутзе став наймолодшим гравцем збірної в історії, проте вже за місяць його рекорд перевершив інший дебютант Фаргі Лакай.
У складі збірної був учасником Кубка африканських націй 2015 року в Екваторіальній Гвінеї, де зіграв у двох матчах: з Алжиром (1:3) і Ганою (1:2), проте його збірна не змогла вийти з групи.
2016 року захищав кольори олімпійської збірної ПАР на Олімпійських іграх 2016 року у Ріо-де-Жанейро.
Наразі Кутзе провів у формі головної команди країни 21 матч.